# Alois Dostál (spisovatel)
Alois Dostál (2. července 1858, Kvasiny – 13. června 1934, Úvaly) byl český římskokatolický kněz a spisovatel.
V roce 1906 nastoupil na faru v Úvalech, kde sloužil až do konce svého života. Na budově římskokatolického farního úřadu čp. 45 je umístěna deska s jeho bustou.

## Dílo
Alois Dostál je autorem povídek, románů a divadelních her pro mládež. Věnoval se i místní historii – je autorem monografie s názvem Ouvaly, která jako první shrnuje historii Úval.